# بورش 991
بورش 991 (بالإنجليزية: Porsche 991)‏هي سيارة يتم إنتاجها من قبل شركة بورش .